# Episodi de La leggenda di Vox Machina (seconda stagione)
La seconda stagione della serie animata La leggenda di Vox Machina, composta da 12 episodi, è stata pubblicata sulla piattaforma di streaming Prime Video dal 20 gennaio al 10 febbraio 2023.
| nº | Titolo originale            | Titolo italiano              | Pubblicazione    |
| -- | --------------------------- | ---------------------------- | ---------------- |
| 1  | Rise of the Chroma Conclave | L'ascesa del Conclave        | 20 gennaio 2023  |
| 2  | The Trials of Vasselheim    | La sfida di Vasselheim       | 20 gennaio 2023  |
| 3  | The Sunken Tomb             | La tomba sommersa            | 20 gennaio 2023  |
| 4  | Those Who Walk Away         | Coloro che se ne sono andati | 27 gennaio 2023  |
| 5  | Pass Through Fire           | Attraversare il fuoco        | 27 gennaio 2023  |
| 6  | Into Rimecleft              | Arrivo a Rimecleft           | 27 gennaio 2023  |
| 7  | The Fey Realm               | Il Reame Fatato              | 3 febbraio 2023  |
| 8  | Echo Tree                   | L'albero dell'eco            | 3 febbraio 2023  |
| 9  | A Test of Pride             | Prova d'orgoglio             | 3 febbraio 2023  |
| 10 | The Killbox                 | Duello mortale               | 10 febbraio 2023 |
| 11 | Belly of the Beast          | La pancia della bestia       | 10 febbraio 2023 |
| 12 | The Hope Devourer           | Il Divoratore di Speranza    | 10 febbraio 2023 |

## 01 - L'ascesa del Conclave
- Titolo originale: Rise of the Chroma Conclave
- Diretto da: Young Heller
- Scritto da: Brandon Auman e Eugene Son

### Trama
Emon viene invasa da quattro draghi cromatici unitisi in un Conclave: il drago verde Raishan, il drago nero Umbrasyl, il drago bianco Vorugal e il loro capo, il drago rosso Thordak. Il Conclave abbatte facilmente le difese della città infliggendo ingenti danni e numerose perdite - tra cui il Sovrano Uriel e vari altri esponenti politici -, per poi abbattere il palazzo reale e dichiararsi nuovi padroni del regno. Separatisi, i Vox Machina si dirigono verso il negozio di Gilmore per riorganizzarsi e Percy deduce che i quattro draghi debbano aver pianificato l'assalto da anni e che Brimscythe fosse una loro avanguardia incaricata di smantellare l'esercito di Emon per indebolirne le difese. Dopo aver rinvenuto e soccorso Gilmore tra le macerie del suo negozio, questi rifornisce i Vox Machina dei pochi oggetti magici rimasti integri e li teletrasporta tutti alla loro fortezza in periferia. Poco dopo il loro arrivo, profughi dalla città si riversano nella fortezza, che tuttavia viene a sua vota attaccata dal drago bianco Vorugal costringendo Keyleth ad utilizzare la sua magia per trasportare istantaneamente i compagni e uno sparuto gruppo di superstiti a fuggire a Whitestone. Dapprima sfiduciati ed incerti sul portare avanti la battaglia, in particolare Scanlan, dopo aver visto la ricostruzione del borgo resa possibile dal loro intervento nel liberarlo dai Briarwood, i Vox Machina recuperano la speranza e decidono di tener fede al loro titolo di protettori del regno ergendosi contro il Conclave Cromatico. Il mattino successivo la Custode Yennen suggerisce al gruppo di cercare aiuto nella città più protetta di Tal'Dorei: Vasselheim; dunque, la donna descrive approssimativamente a Keyleth un antico albero di Vasselheim così da poterlo raggiungere con un incantesimo. Contemporaneamente, nelle rovine di Emon, Vorugal riferisce a Thordak della fuga dei Vox Machina, ma questi si rifiuta di dar loro la caccia fino a quando il loro piano per conquistare il regno non sarà completato, acconsentendo però alla richiesta del drago nero Umbrasyl di ucciderli qualora dovesse imbattersi in loro.
- Nota: l'episodio è una trasposizione di parte del 39°, del 40°, 41° e 42° della prima campagna.

## 02 - La sfida di Vasselheim
- Titolo originale: The Trials of Vasselheim
- Diretto da: Alicia Chan
- Scritto da: Colleen Evanson

### Trama
Giunti a Vasselheim, i Vox Machina chiedono aiuto ad una dei leader religiosi locali, la Somma Aralda Vord, che tuttavia glielo nega, sebbene uno dei suoi accoliti consigli segretamente al gruppo di chiedere agli Sterminatori - gilda di cacciatori di mostri locale - e cercare il sostegno del loro patrono. Nonostante i gemelli Vessar abbiano avuto un precedente incontro-scontro con la suddetta gilda nel corso del quale li abbiano derubati di un cospicuo bottino e, pertanto, siano scettici sull'approcciarli, il gruppo decide infine di recarsi alla loro sede; eccezion fatta per Grog, che viene distratto dalla voce della sua nuova spada maledetta, la quale gli parla per tentarlo, e finisce per perdersi fino a giungere all'arena del Signore dela Tempesta misurandosi, e venendo pesantemente sconfitto, in un combattimento corpo a corpo col monaco Groon Squarciaterra. Nel frattempo gli Sterminatori accolgono con ostilità il resto del gruppo, specie la warlock tiefling Zhara, vecchia "amica" di Vex, ed il suo partner, il chierico umano Kashaw; i quali dopo che essa stessa glielo ordina, li gettano attraverso una botola per incontrare il loro patrono, la sfinge Osysa. Quest'ultima, con una serie di allucinazioni vivide, sottolinea ciascuno dei difetti e delle insicurezze del gruppo tuttavia, rimasta colpita dopo aver visto che essi non intendono demordere dall'impresa di affrontare il Conclave Cromatico, decide di rivelargli che il solo modo per sconfiggerli sia trovare le Vestigia della Divergenza, leggendarie e potenti reliquie magiche capaci di abbattere persino gli dei, e portarle al suo compagno per ricevere ulteriori indicazioni. Terminato il loro combattimento, Groon comunica a Grog che se vuole diventare più forte deve capire da dove la sua forza abbia veramente origine. Riunitisi, i Vox Machina decidono di recarsi alla ricerca della prima Vestigia e Percy, recatosi in un negozio per far scorta di polvere nera scopre dall'eccentrico proprietario, Victor, che anche la dottoressa Anna Ripley è passata da lì poco tempo prima.
- Nota: l'episodio è una trasposizione di parte del 16°, 17°, 18°, 19°, 20°, 21°, 22°, 23° e del 43° della prima campagna.

## 03 - La tomba sommersa
- Titolo originale: The Sunken Tomb
- Diretto da: Eugene Lee
- Scritto da: Todd Casey

### Trama
Tramite una serie di flashback, viene rivelato come Vex e Vax fossero trattati malamente dal padre elfo Syldor Vessar nonostante la prima facesse di tutto per compiacerlo e, dopo che il fratello decise di scappare portandola con sé, essa lo allontanò dichiarando di "non avere bisogno di lui" e visse brevemente da sola nella foresta fino a quando, dopo averlo trovato piangente e traumatizzato, questi le disse di essere lui ad avere bisogno di lei; cosa che li spinse a promettersi vicendevolmente di non separarsi mai l'uno dall'altra. Nel presente, Pike ha una visione grazie alla quale scopre le condizioni in cui verte Emon e che le mire di conquista del Conclave si muovono ora verso Westruun. I Vox Machina raggiungono nel frattempo un lago ghiacciato dove è stato loro indicato si trovi la tomba di Purvan Suul, campione della Matrona dei Corvi e precedente proprietario di una delle Vestigi: l'Egida del Camminamorte. Mentre ispeziona il luogo, Scanlan viene attaccato da alcuni membri di una tribù di pesci umanoidi chiamati Adaro e salvato dai Zhara e Kash, che dicono di essere stati mandati in sostegno da Osysa. Il giorno successivo, grazie alla magia combinata di Kash, Zhara e Keyleth, i Vox Machina riescono a localizzare la tomba ed infiltrarvisi, tuttavia una volta al suo interno vengono separati da alcune trappole ed assaliti da alcuni Adaro, inoltre, una volta ricongiuntisi e neutralizzate le minacce, realizzano di essere stati raggirati dai due Sterminatori, che li abbandonano per infiltrarsi nel mausoleo in quanto intenzionati ad appropriarsi della Egida al posto loro. Sebbene il gruppo desideri lanciarsi al loro inseguimento, Vax li convince invece a lasciargli scandagliare il luogo in cerca di ulteriori trappole, motivo per il quale si cala in un cratere rinvenendo un murale raffigurante il compagno di Osysa; durante la sua assenza tuttavia, Percy e Vex rinvengono un meccanismo che porta alla luce il sarcofago di Purvan e, dopo aver sardonicamente deciso di aprirlo "senza aspettare Vax" attivano accidentalmente un sistema di difesa che colpisce la mezzelfa uccidendola all'istante. Ritornato pochi istanti dopo, il gemello scoppia in un pianto disperato stringendo Vex tra le braccia.
- Nota: l'episodio è una trasposizione del 44° della prima campagna.

## 04 - Coloro che se ne sono andati
- Titolo originale: Those Who Walk Away
- Diretto da: Young Heller
- Scritto da: Eugene Lee

### Trama
In un flashback, Vax sava Vex dopo che essa era stata rapita da alcuni banditi e, nel corso della fuga, i due si imbattono in un'orsa morente a causa delle torture infertele dai rapitori della giovane mezzelfa che, mossa a compassione, decide di abbatterla per porre fine alle sue sofferenze ed accudire poi il suo cucciolo spiegando al gemello che "nella vita alcune cose vanno semplicemente accettate". Nel presente, nonostante gli sforzi congiunti di riportarla in vita con un rito di resurrezione eseguito da Pike e Kash - nel frattempo riunitosi ai Vox Machina assieme a Zhara - Vex sembra ormai essere definitivamente morta e Vax inizia a vedere la Matrona dei Corvi, già apparsagli durante l'attacco del Conclave a Emon, intenta a prelevare l'anima della gemella; disperato il mezzelfo la implora di prendere lui al suo posto, condizione cui la Dea sembra acconsentire, dato che poco dopo Vex torna in vita e il gemello si trova magicamente ammantato nell'Egida del Camminamorte. Il gruppo, sempre accompagnato dai due Sterminatori, si dirige dunque verso l'uscita della tomba, tuttavia Zhara evoca dalla sua dimensione portatile un mostro con abilità pietrificanti in un ultimo tentativo di impadronirsi della Vestigia e mettere alla prova i Vox Machina, il suo piano tuttavia le si ritorce contro e, nel giro di pochi istanti, tutti i membri del gruppo inclusa lei si ritrovano pietrificati dall'essere, ad eccezione di Kash e Vax, com quest'ultimo paralizzato in una visione in cui affronta Purvan Suul su un campo di battaglia e, dopo averlo sconfitto, viene insignito del titolo di nuovo Campione della Matrona dei Corvi, che dunque gli conferisce il potere di muoversi a velocità supersonica ed imbrigliare energia magica nelle sue armi attraverso l'Egida. Una volta destatosi, grazie ai suoi nuovi poteri, Vax sconfigge il mostro dando a Kash il tempo di guarire i compagni dalla pietrificazione. Una volta usciti dal tempio i due Sterminatori si separano dai Vox Machina e fanno ritorno a Vasselheim, mentre Vax, turbato dopo aver avuto un'ennesima visione della Matrona intenta a prendere l'anima di un uomo morente, confessa alla sorella di essersi offerto a lei per salvarla e di avere paura di cosa questo possa significare per il suo futuro.
- Nota: l'episodio è una trasposizione del 45° della prima campagna.

## 05 - Attraversare il fuoco
- Titolo originale: Pass Through Fire
- Diretto da: Alicia Chan
- Scritto da: Meredith Kecskemety

### Trama
Un flashback mostra come Vilya, la madre di Keyleth, abbia mostrato alla figlia il profondo legame tra aria e fuoco per non farle capire di non dover mai temere quest'ultimo e sia, successivamente, partita per il suo Aramenté, non facendo più ritorno. Nel presente i Vox Machina passano in prossimità di Pyrah, l'insediamento degli Ashari del Fuoco posto come avanguardia del varco per il Piano del Fuoco, scoprendolo sotto attacco da varie creature mostruose; nonostante qualche iniziale ritrosia da parte di Vax, Keyleth riesce a convincere tutto il gruppo a prestare soccorso alla tribù e, una volta recatisi sul posto, oltre a ritrovare Allura e Kima - riuscite all'ultimo istante a fuggire da Emon durante l'attacco del Conclave - scoprono che sono state loro due a sigillare Thordak nel Piano del Fuoco svariati anni prima e che, da quando quest'ultimo è fuggito squarciando il varco, orde infinite di esseri para-dimensionali continuano a riversarsi su Pyrah. Inizialmente combattuta ed impaurita, Keyleth ricorda infine le parole materne e attraversa il varco per entrare nel Piano del Fuoco tramutandosi in un elementale così da chiudere lo squarcio. Una volta tornata nel Piano Materiale, Cerkonos, leader degli Ashari del Fuoco le dà la sua benedizione come domatrice di aria e fuoco, sancendo che per completare il suo Aramenté le rimangono da padroneggiare solo acqua e terra. Mentre i Vox Machina si rimettono in viaggio, Allura e Kima decidono di restare a Pyrah per aiutare gli Ashari nella ricostruzione dichiarando che, successivamente, si dirigeranno a Whitestone. Contemporaneamente a Westruun Umbrasyl, che ha conquistato la città sottomettendo una tribù di goliath, viene avvicinato da Anna Ripley che, avendo osservato i movimenti dei Vox Machina tramite una sfera di cristallo, lo informa dei loro piani per combattere il Conclave Cromatico.
- Nota: l'episodio è una trasposizione del 46° e 47° della prima campagna.

## 06 - Arrivo a Rimecleft
- Titolo originale: In Rimecleft
- Diretto da: Eugene Lee
- Scritto da: Catt

### Trama
Grog ha un incubo dove, dopo aver sterminato un'infinità di persone in un'arena grazie alla sua nuova arma, da lui chiamata "Lama Infida", si rende conto che in realtà essi erano i suoi compagni. L'indomani, seguendo una visione avuta da Vax, i Vox Machina si dirigono ai promontori di Rimecleft per trovare il compagno di Osysa, Kamaljiori, che accetta di concedere loro maggiori informazioni riguardo alle Vestigia a patto che essi completino con successo una sfida a loro scelta tra superare un labirinto, combattere sessanta gorgoni o "ferirlo"; delle tre opzioni, il gruppo decide di tentare l'ultima ma la sfinge si rivela di gran lunga più potente del previsto e sconfigge senza troppi problemi tutti i Vox Machina eccetto Scanlan che, rimasto solo, decide di cantagli una canzone sulla sincerità dell'amore tra lui e Osysa, durato per secoli nonostante siano separati. Commosso, Kamaljiori dichiara Scanlan vincitore dello scontro in quanto riuscito a "ferire il suo cuore" e decide pertanto di conferirgli una delle Vestigia, la Forgiamiti, una spada che conferisce abilità divinatorie a chi la brandisce. Grazie alla Forgiamiti, Scanlan ha delle visioni inerenti la posizione di altre due Vestigia: un arco nascosto nel fitto del Reame Fatato ed un paio di guanti indossati da un goliath a capo di un'orda a Westruun; Le visioni vengono tuttavia interrotte dall'attacco a sorpresa di Umbrasyl, che ingaggia battaglia coi Vox Machina e Kamaljiori riuscendo a ferire mortalmente quest'ultimo e impossessarsi della spada. In un'ultima mossa disperata Keyleth prepara un incantesimo di spostamento per consentire al gruppo di fuggire nel Reame Fatato, tuttavia Grog, spinto dall'irrefrenabile sete di sangue causata dalla Lama Infida, comincia ad attaccare incessantemente il drago nero ritrovando la lucidità solamente nel momento in cui, ne tentativo di fermarlo, Pike si mette in mezzo finendo trafitta; in quel momento l'incantesimo di Keyleth viene completato ma, a causa dell'interferenza di Umbrasyl, solo lei, Percy e i gemelli giungono incolumi nel Reame Fatato.
- Nota: l'episodio è una trasposizione del 48°, 49° e 50° della prima campagna.

## 07 - Il Reame Fatato
- Titolo originale: The Fey Realm
- Diretto da: Young Heller
- Scritto da: Kevin Burke e Chris "Doc" Wyatt

### Trama
Ritrovatisi nel Reame Fatato, Keyleth, Vax, Percy e Vex decidono di cercare il luogo dove presumono possa trovarsi la Vestigia custoditavi, nonostante l'ambiente circostante si riveli ostile a loro. Nel frattempo Pike, Scanlan e Grog vengono invece trasportati in un promontorio isolato di Tal'Dorei; la chierica tenta invano di guarire le proprie ferite ma la Lama Infida continua ad alimentarsi del suo sangue ordinando inoltre a Grog di uccidere i suoi compagni. Il goliath si libera tuttavia dalla sua influenza e decide invece di distruggerla così da permettere all'amica di salvarsi, sebbene la maledizione che consegue dal gesto atrofizzi completamente i suoi muscoli privandolo di tutta la sua forza e lasciandolo incapace perfino di camminare da solo. Nel Reame Fatato il resto del gruppo viene assalito da piante e creature simili a meduse, che Percy e Vax riescono a sconfiggere cooperando; il mezzelfo confida inoltre al pistolero di sentire che il legame instaurato con la Matrona dei Corvi lo stia portando in una direzione diversa dagli altri. Vex rinviene nel frattempo un irriverente satiro di nome Garmelie che si offre di guidarli fino all'ubicazione dell'oggetto da loro cercato: l'Arco Fenthras, custodito nella palude nota come Ombrabuia. Intanto Umbrasyl riferisce a Thordak di aver iniziato a sua volta la ricerca delle Vestigia della Divergenza, sebbene il leader del Conclave la reputi "futile" e gli intimi invece di concentrarsi sull'accumulare ricchezze; nonostante il disappunto della dottoressa Ripley in merito a tale affermazione, il drago nero dichiara di fidarsi ciecamente dei piani di Thordak. Grog, trasportato dallo sforzo combinato di Pike e Scanlan - che durante il tragitto si avvicinano molto, tanto che la gnoma, colpita dal lato premuroso del bardo, inizia a ricambiarne i flirt - giungono ad un piccolo cottage nel fitto del bosco, mentre nel Reame Fatato, il resto del gruppo giunge in prossimità di una città elfica.
- Nota: l'episodio è una trasposizione del 59° della prima campagna.

## 08 - L'albero dell'eco
- Titolo originale: The Echo Tree
- Diretto da: Alicia Chan
- Scritto da: May Chan

### Trama
Vex e Vax riconoscono la città elfica cui li ha guidati Garmelie come Syngorn, luogo dove sono cresciuti, capace di teletrasportarsi tra i Piani in caso di pericolo; nonostante qualche iniziale scetticismo da parte dei gemelli alla fine il gruppo decide di attraversarla e chiedere un colloquio col padre dei due, l'Ambasciatore Syldor Vessar, che tuttavia li respinge con freddezza definendo i figli inadatti a svolgere un qualsivoglia incarico volto al conseguimento di una giusta causa e che si ricrederà solo nel caso in cui questi faranno ritorno con l'Arco Fenthras senza che egli debba mobilitare i suoi uomini per aiutarli. L'atteggiamento dell'elfo fa infuriare Percy, che prende le difese di Vex e le attribuisce il titolo di "Lady Vex'ahlia, Baronessa della Terza Casata di Whitestone"; una volta congedatisi da Syngorn, il nobile si scusa per aver messo in imbarazzo la mezzelfa con una trovata tanto assurda, ma questa si dice invece molto colpita dal suo gesto e gli confida che nessuno aveva mai preso le sue difese oltre al gemello. Una volta giunti nell'Ombrabuia, i quattro scoprono che è a dimora di un arcifata maledetta chiamata Saundor, il quale si serve dei suoi poteri mentali per cercare di soggiogare Vex promettandole tutto l'amore che il padre le ha sempre negato se le concederà il suo cuore, ma quest'ultima dichiara che "appartiene già a qualcun altro" e lo pugnala mortalmente al petto con una punta di freccia fabbricatale da Percy. Recuperato Fenthras, la mezzelfa dichiara di non voler fare ritorno a Syngorn in quanto non si considera pronta ad affrontare di nuovo il padre, motivo per cui Garmelie apre loro un portale per rimandarli a Tal'Dorei, nel Piano Materiale, rivelando - dopo che essi sono fuggiti - di essere a sua volta un arcifata sotto mentite spoglie. Nel frattempo, nonostante i trattamenti curativi per rimuovere la maledizione della Lama Infida eseguiti dal bis-bis-bisnonno di Pike, Wilhand Trickfoot, Grog non sembra recuperare la sua forza.
- Nota: l'episodio è una trasposizione del 60°, 61°, 62° e 63° della prima campagna.

## 09 - Prova d'orgoglio
- Titolo originale: Test of Pride
- Diretto da: Eugene Lee
- Scritto da: Sam Riegel e Travis Willingham

### Trama
Pike, Scanlan ed un ancora debilitato Grog si recano Westruun nella speranza di recuperare la Vestigia mostrata nella visione della Forgiamiti: i Pugni di Roccia Titanica, branditi da Kevdak, zio di Grog e capo dell'orda barbarica del Branco dei Tuoni, ora insediatasi nella città. Scanlan decide di infiltrarsi in avanscoperta imbattendosi in Kaylie, una giovane e risoluta gnoma rimasta bloccata nell'assedio cittadino assieme alla sua compagnia circense itinerante, guidata dallo scanzonato Dr. Dranzel, e ad altri profughi locali; che decide di aiutare a fuggire. Nel frattempo Grog si apre con Pike raccontandole come, in gioventù, fosse uno spietato carnefice del Branco dei Tuoni finché, mosso a compassione per un anziano gnomo indifeso, lo aiutò a fuggire da una città che avevano preso d'assalto, venendo per questo punito, cacciato dal Branco e picchiato brutalmente dallo zio - cui riuscì ad amputare un occhio - per poi venir lasciato a morire tra i ghiacci, salvandosi solamente grazie all'anziano gnomo, che per ricambiarlo di avergli salvato la vita, tornò a soccorrerlo assieme alla bis-bis-bisnipote chierica: Pike, evento che diede origine all'indissolubile amicizia tra i due. Nel frattempo, Umbrasyl e Ripley arrivano in città e ammoniscono Kevdak per la minore quantità di oro portata in tributo, dandogli tre giorni di tempo per aumentare le offerte o cedergli la Vestigia in suo possesso. Vedendo il drago nero lasciare la città Grog e Pike, preoccupati per Scanlan, si intrufolano a loro volta a Westruun per soccorrerlo, riuscendo a ricongiungersi con lui e i profughi, che aiutano a lasciare la città; Grog tuttavia, notando che le vittime del Branco hanno paura di lui in quanto goliath, ha un moto di commozione e capisce che la vera forza non è data dai muscoli ma dal coraggio di proteggere i più deboli, motivo per il quale decide di affrontare il Branco da solo, nonostante le sue condizioni fisiche debilitate, e si presenta di fronte a suo zio Kevdak - intento ad accanirsi sul suo stesso figlio per aver messo in discussione la sua autorità - e lo sfida a duello.
- Nota: l'episodio è una trasposizione del 51° della prima campagna.

## 10 - Duello mortale
- Titolo originale: The Killbox
- Diretto da: Young Heller
- Scritto da: Meredith Kecskemety

### Trama
Fatto ritorno a Whitestone, Keyleth, Vax, Percy e Vex la trovano protetta da un incantesimo d'occultamento eretto da Gilmore e Allura, inoltre realizzano che i tre giorni che hanno passato nel Reame Fatato equivalgono a tre settimane a Tal'Dorei. Dopo essere stati ragguagliati sui fatti accaduti in loro assenza, i quattro vengono indirizzati a Westruun, dove Allura ha localizzato magicamente i loro compagni. Nel frattempo Kevdak, provocato da Grog, decide di accettare la sua sfida e lo affronta in un brutale combattimento corpo a corpo dove ha facilmente la meglio sia per la sua immensa forza fisica sia per la condizione di estremo indebolimento dell'avversario. Dopo aver impalato il nipote a una trave di legno, Kevdak cattura Pike e Scanlan per ucciderglieli davanti agli occhi, cosa che provoca l'ira del barbaro, i quale ritrova il vigore perduto e si lancia nuovamente contro lo zio, che tuttavia risulta comunque superiore in quanto raddoppia le sue dimensioni grazie ai Pugni di Roccia Titanica; nuovamente messo al tappeto, Grog dichiara che la sua vera forza sono i suoi amici, dando così segnale ai rimanenti membri dei Vox Machina per attaccare il Branco dei Tuoni. Nella battaglia che ne consegue, Vex trasporta Grog in aria per poi permettergli di lanciarsi in caduta libera su Kevdak facendolo letteralmente a metà con un'ascia. Preso possesso della Vestige posseduta dallo zio, Grog assegna al cugino Zanror, figlio di Kevdak, il comando del Branco, per poi chiedergli assistenza nel tentare di uccidere Umbrasyl. Durante i successivi festeggiamenti per prepararsi alla battaglia, Scanlan si esibisce con Kaylie e successivamente la segue in camera da letto, dove tuttavia, essa gli rivela di essere sua figlia e di starlo cercando da anni in quanto desiderosa di vendicare sua madre, che egli ha sedotto e abbandonato.
- Nota: l'episodio è una trasposizione del 52° e 53° della prima campagna.

## 11 - La pancia della bestia
- Titolo originale: Belly of the Beast
- Diretto da: Alicia Chan
- Scritto da: Eugene Son

### Trama
Scanlan non riesce a ricordare la madre di Kaylie, motivo per il quale la giovane gnoma decide di lasciarlo legato al letto in mutande con una spada magica puntata alla gola in quanto troppo disgustata da lui perfino per ucciderlo. Umbrasyl comunica intanto a Thordak che le ricchezze di Westruun si sono esaurite ma che prima di fare ritorno a Emon intende impossessarsi delle Vestigia della Divergenza, inoltre il drago nero ha stretto un accordo con Anna Ripey, la quale si è impegnata ad aiutarlo a procurarsi tali artefatti in cambio delle sue risorse. Grog e Percy comunicano il loro piano ai membri del Branco, mentre Vax - perseguitato da continue allucinazioni vivide sulla Matrona dei Corvi - visita un suo tempio di modo da poter finalmente comunicare faccia a faccia con la divinità, la quale gli comunica che egli è stato scelto in quanto "toccato dal fato" e che il compito che desidera svolga è fare da pastore alle anime dei defunti per salvaguardare la sacralità della vita e della morte; colpito, il mezzelfo le giura fedeltà assurgendo ufficialmente al suo ruolo di campione. Il giorno successivo, i Vox Machina e il Branco attirano Umbrasyl in un'imboscata e riescono a catturarlo con successo, nonostante nello scontro successivo questi riesca a liberarsi, rendersi invisibile e contrattaccare ai suoi assalitori; in un'azione disperata Scanlan e Vax entrano nello stomaco del drago nero per via rettale e utilizzano la spada magica di Kaylie per inchiodarlo al suolo ed impedirgli di volare via ma, nonostante ciò, Umbrasyl riesce a liberarsi lacerandosi il ventre quanto basta per far uscire l'oggetto incantato per poi volare via con Scanlan e Vax ancora al suo interno e Grog arpionato su di lui con una corda legata a un'ascia.
- Nota: l'episodio è una trasposizione del 54° e di parte del 55° della prima campagna.

## 12 - Il Divoratore di Speranza
- Titolo originale: The Hope Devourer
- Diretto da: Eugene Lee
- Scritto da: Brandon Auman

### Trama
Grog tenta invano di costringere Umbrasyl ad attaccare ma viene disarcionato e precipita al suolo, salvandosi solo grazie alla sua immensa resistenza fisica e raddoppiando le sue dimensioni grazie ai Pugni di Roccia Titanica; ne frattempo Scanlan e Vax riescono ad aprire uno squarcio nello stomaco del drago riuscendo a fuggire a loro volta e salvandosi da morte certa grazie alla maggiore sintonia raggiunta dal mezzelfo con l'Egida del Camminamorto, che gli permette di farsi crescere due grandi ali corvine. Il gruppo si riunisce e, nonostante Pike non riesca a curarli del tutto dalle loro ferite, decidono con qualche reticenza di seguire Umbrasyl fino alla sua tana, ignari tuttavia che egli abbia usato i suoi poteri curativi per rigenerarsi dalle ferite riportate; nel corso dello scontro, tutti i Vox Machina vengono sconfitti uno dopo l'altro dalla potenza del drago nero, tranne Scanlan che, rimasto nascosto poiché spaventato, decide infine di smettere di scappare per provare a sé stesso e a sua figlia di non essere un vigliacco, motivo per il quale si avvicina furtivamente ad Umbrasyl e si rimpossessa della Forgiamiti pugnalandolo mortalmente all'occhio. Il corpo del drago cade rovinosamente addosso allo gnomo e Pike, disperata all'idea che sia morto, lo bacia rivelando i sentimenti che prova per lui, salvo poi dissimulare quando questi si rivela ancora vivo. Constatata la morte del suo alleato, Ripley fugge via, mentre i Vox Machina fanno ritorno a Whitestone per brindare alla vittoria sebbene, poco dopo, tutti al tavolo cadano addormentati e la Custode Yennen riveli di essere in realtà il drago verde Raishan sotto mentite spoglie, desiderosa di parlare col gruppo dei piani di Thordak in quanto contrariata dalla sua gestione del Conclave. Contemporaneamente a Emon, Vorugal informa il suo sovrano della morte di Umbrasyl, ma Thordak liquida le sue preoccupazioni riguardo ai Vox Machina come irrilevanti ed osserva compiaciuto un'enorme covata di uova situate nella lava sotto la sua dimora.
- Nota: l'episodio è una trasposizione di parte del 55°, 56°, 57° e 58° della prima campagna. Inoltre, nella sequenza onirica iniziale, Scanlan fa riferimento all'Arco di Kraghammer, episodi da 1 a 16 della prima campagna, difficilmente adattabili poiché ambientati nel Sottosuolo e per la presenza di Orion Acaba.